# Польська музика
Польська музика — одна з найдавніших слов'янських музичних культур.
Народна музика представлена танцювальними і пісенними жанрами. Переважають 3-дольний пунктирний ритм із переміщенням акценту із сильної частки такту на слабку й 2-дольний синкопований. Одними з найбільш ранніх поляки вважають весільну пісню Oj chmielu, chmielu, серед авторських творів — Gaude Mater Polonia Вінцентія з Кєльчи.
У народному інструментарії збереглися стукалки, бубни, свистульки, сопілки, дзвіночки. Серед інших иар. інструментів: струнно-смичкові — скрипки, генсле, мазанки, марини, басетлы й ін.; духові — лигавки, дуди (волинки); ударні — дерев, «кле-котки» (тріскачки), великий і малий бубни. Популярні стародавні народні танці: ходзоний (попередник полонезу), краков'як, мазурка, куявяк, оберек.

## Становлення професійної музики
В IX—X століттях разом з католицизмом у Польщу проникнув григоріанський спів. В XI—XII ст. були відкриті церковні співочі школи, учні яких вводили у григоріанський хорал інтонації народної музики. Вплив народного музичного мистецтва особливо виявився в містеріях (з XII ст.), що виконувалися латинською мовою мандрівними семінаристами, і польською потішниками (нокулаторами).
Поряд із церковною музикою розвивалося світське. В XII ст. виникли придворні капели, в XIII з'явилися так звані лицарська пісня й позалітургійна духовна пісня: наприклад, «Богородиця», що популярна понині, а також ранні зразки секвенцій. Перший відомий польський композитор — Вінцентій з Кєльчи (XIII ст.).
В XIII ст. зародилася вокальна поліфонія, що проникла в XV ст. у світську вокально-інструментальну музику (Миколай з Радома). З XIV ст. у містах з'являються гільдії, а з XVI — цехи міських музикантів, в університетах вводиться викладання теорії музики (Себастіан з Фельштина), випускаються сбірки пісень й інші нотні видання.
В XVI ст. з поширенням ідей Відродження й Реформації (2-я половина століття) у польській музиці підсилюються світські елементи, виникають пісні типу мадригалу (Миколай з Кракова), розвивається інструментальна музика. Твори духовної музики різних жанрів писали Вацлав із Шамотул, М. Гомулка, Марцин зі Львова (М. Леополита), Миколай із Кракова, Миколай із Хшанова, Себастіан з Фельштина. Високою професійною майстерністю відрізнявся спів т. зв. рорантистів, що виконували духовні твори італійських та нідерландських поліфонистів. Музиканти, пов'язані із протестантизмом, культивували національні елементи, видавали пісні побутового характеру з польськими текстами.
Одночасно бурхливо розвивалася світська музика (Діомед Като, В. Длугорай, Я. Поляк), що набула популярності в європейських країнах. Славилися також струнні інструменти роботи польських майстрів (родина Гроблич, Б. Данкварт). Серед польських композиторів кінця 16-17 ст., що опиралися на ідеї бароко, — М. Зеленьський (майстер многохорной техніки), М. Мельчевський (обоє ввели в Польську музику жанр концерту), А. Яжембський (також скрипаль й архітектор), Б. Пенкель (автор першої польської ораторії), Д. Стахович, А. Пашкевич, С. С. Шажиньський, Г. Г. Горчицький.
В 1628 році при королівському дворі силами італійських музикантів вперше були поставлені оперні спектаклі. Невеликі оперні трупи й інструментальні капели із кріпаків існували при дворах магнатів й єпископів. В 1724-му у Варшаві відкрився театр, зал «Операльня», де під орудою польських диригентів ішли оперні спектаклі.
В 1765 році Варшаві заснований «Національний Театр», у якому були поставлені численні опери, у тому числі перша національна — «Ощасливлена вбогість» М. Каменьського (1778 рік). У середині XVIII століття з'явились перші польські симфонії (Я. Щуровський, А. Мільвід, Я. Ваньський, В. Данковський), написані головним чином у стилях мангеймської школи й ранньої віденської класичної школи.
Наприкінці XVIII століття створюються інструментальні концерти (Ф. Яневич, Я. Клечиньський).

## Польська музика в епоху романтизму
Перші представники польського музичного романтизму — М. К. Огіньський, композиторка і піаністка Марія Шимановська, що були авторами фортепіанної музики. Вагомим внеском відзначились також: Юзеф Ельснер (вчитель Ф. Шопена та засновник майбутньої консерваторії у Львові), Кароль Курпінський (засновник вокально-оперної школи). Одержує розвиток польська музична фольклористика.
До найбільших досягнень Польщі відносять творчість Ф. Шопена — його творчість становить епоху у фортепіанній музиці. Творцем польської класичної національної опери вважається С. Монюшко («Галька», 1847; «Страшний двір», 1864). У 2-й половині XIX — початку XX століть висуваються скрипалі-віртуози Г. Венявський, Ап. Контський, піаністи Ю. Венявський, І. Я. Падеревський, композитори В. Желеньський, З. Носковський (національна симфонічна поема «Степ»).
В 1901-му організовано Національну філармонію.

## XX століття
Після віновлення Польської держави (1918) музичне життя Польщі визначалася багатоманіттям творчих течій. Важливе значення мала діяльність К. Шимановського, що продовжував неоромантичні традиції. В той же час набував поширення неокласицизм (В. Лютославський). Створювалися нові музичні товариства, вищі і середні навчальні музичні заклади.
У роки другої світової війни польське мистецтво розвивалося лише консперативно, організовувались таємні концерти, створювались повстанські пісні. У повоєнні роки Польща зазнавала ідеологічного тиску, що позначився і на музичному мистецтві. З 1960-х років польська музична культура поступово входить у європейський авангард. Серед найвідоміших польських композиторів — В. Лютославський та К. Пендерецький.
В 1970-х роках у Польщі завойовує популярність біг-біт, на основі якого сформувалася польська рок-музика, серед найвідоміших гуртів — SBB та Czerwone Gitary.

## Сучасність
Станом на 1988 рік у Польщі працювало 9 оперних театрів, 29 симфонічних оркестрів, 27 філармоній та 8 консерваторій: у Бидгощі, Ґданську, Катовицях, Кракові, Лодзі, Познані, Варшаві, Вроцлаві.
З 1945 року працює нотне видавництво PWM та спілка композиторів Польщі. Регулярно проводяться фестивалі академічної музики «Варшавська осінь», міжнародні конкурси піаністів ім. Ф. Шопена (ще від 1927 р.) та скрипалів ім. Г. Венявського, фестивалі естрадної пісні в Сопоті, джазові фестивалі Jazz Jamboree та інші.
Популярними у світі є польські хеві-метал виконавці. Серед найвідоміших колективів такі як Vader, Decapitated, Hate, Behemoth, Graveland та інші.